# Spilomyia verae
Spilomyia verae är en tvåvingeart som beskrevs av Kuznetzov 1997. Spilomyia verae ingår i släktet trädblomflugor, och familjen blomflugor. Inga underarter finns listade i Catalogue of Life.